# Xanthoparmelia hybrida
Xanthoparmelia hybrida är en lavart som beskrevs av Hale. Xanthoparmelia hybrida ingår i släktet Xanthoparmelia och familjen Parmeliaceae.   Inga underarter finns listade i Catalogue of Life.